# Henryk Malinowski (entomolog)
Henryk Malinowski (ur. 20 stycznia 1940 w Pasikoniach) – polski entomolog.

## Życiorys
W 1962 ukończył studia w Szkole Głównej Gospodarstwa Wiejskiego w Warszawie, w 1977 obronił tam doktorat, a w 1988 habilitował się. W 1999 został profesorem w Instytucie Badawczym Leśnictwa. 

## Praca naukowa
Prowadzi badania z zakresu entomologii rolniczej i leśnej nad racjonalnym stosowaniem insektycydów chemicznych i biologicznych. Bada również mechanizmy działania insektycydów na owady oraz mechamizny odporności owadów na insektycydy. Dorobek naukowy Henryka Malinowskiego obejmuje 360 publikacji naukowych i popularnonaukowych, w tym podręcznik i 22 patenty na nowe środki do zwalczania owadów.

## Odznaczenia
- Złoty Krzyż Zasługi (2000).